# Alberto Fassora
Alberto Fassora – argentyński piłkarz, napastnik.
Jako piłkarz klubu Atlético Tucumán był w kadrze reprezentacji podczas turnieju Copa América 1929, gdzie Argentyna zdobyła mistrzostwo Ameryki Południowej. Fassora nie zagrał w żadnym meczu.
Po mistrzostwach kontynentalnych Fassora przeszedł do klubu Racing Club de Avellaneda, w którego barwach w 1931 roku wziął udział w pierwszej edycji zawodowej pierwszej ligi argentyńskiej (Primera División).
W 1934 na krótko przeniósł się do Brazylii, gdzie występował w klubie America Rio de Janeiro. Rok później wrócił do Argentyny, by grać w Argentinos Juniors Buenos Aires.